# Эйнхард
Эйнхард или Эйнгард, Эгинхард (лат. Einhardus aut Eginhardus, нем. Einhard auch Eginhard, фр. Éginhard; около 770 или 775, Майнгау (нем.) — 14 марта 840, монастырь Зелигенштадт) — франкский учёный, историк и церковный писатель, видный деятель «Каролингского возрождения», настоятель монастырей Фонтенель (818—823) и Зелигенштадт (830—840). Преемник Алкуина в должности руководителя Палатинской академии при дворе Карла Великого.

## Биография
Выходец из западно-франкской знати, он не позже 788 года отдан был своими родителями Эйнхардом Старшим и Энгельфридой в обучение к настоятелю Фульдского аббатства Баугольфу. Последний, оценив способности юноши, трудившегося в монастыре скрибой, около 791 года отправил его во дворцовую школу Алкуина в Ахене, по окончании которой он не позже 796 года поступил в основанную Карлом Великим Палатинскую академию. Там он продолжил своё образование, изучая под руководством Алкуина семь свободных искусств и получив от него, согласно традициям этого заведения, библейское имя Веселеил (в честь строителя скинии). 
Проявив необычайные способности в математике и архитектуре, участвовал в проектировании и строительстве кафедрального собора Пресвятой Девы Марии и императорских дворцов в Ахене и Ингельхайме. Придворный поэт Карла Модуин отмечал и поэтические способности Эйнхарда, но ни одного стихотворения последнего не сохранилось.  
В 800—814 годах выполнял различные дипломатические поручения императора, в частности, в 802 году вёл переговоры об обмене знатных саксонских заложников, а в 806-м встречался в Риме с папой Львом III, обсудив с ним первое завещание Карла. Содействовал назначению в 813 году преемником старшего сына Карла Людовика Благочестивого, став после смерти в 814 году императора секретарём последнего, а с 817-го — советником его собственного сына Лотаря I, которого обучал в юности. Около 815 года вступил в брак с некой Эммой, или Иммой (ум. 836), по-видимому, своей землячкой, семейные владения которой располагались по соседству с пожалованными ему Людовиком бенефициями. Помимо них, получил от нового императора пребенды в приходе Св. Серватия в Маастрихте, Святого Клода в Париже, Св. Петра во Фрицларе и Св. Иоанна Домнарума в Павии. 
В 818—823 годах занимал пост настоятеля аббатства Фонтенель в Нормандии, затем монастыря Св. Бавона в Генте. В 824—827 годах, опираясь на труд Витрувия «Об архитектуре», отстроил по собственному проекту базилику в Штайнбахе близ Михельштадта в горах Оденвальд (земля Гессен), получившую в честь него название Базилики Эйнхарда. Оборудованные в её крипте ниши для захоронения его самого и его супруги так и не были использованы по назначению. 
Не в силах примириться с распрей между Людовиком I и его сыновьями, вспыхнувшей из-за новой супруги императора Юдифи Баварской, в 830 году покинул двор в Ахене, удалившись в Мулинхайм (совр. Мюльхайм-ам-Майн), в окрестностях которого, на землях, пожалованных ему короной ещё в 815 году, основал новое бенедиктинское аббатство, в честь которого сам город получил позже название Зелигенштадт — «Город блаженных». Почти десять лет спустя, 14 марта 840 года, он скончался в этом монастыре, где и был похоронен. Эпитафию на его гробнице составил архиепископ Майнцский Рабан Мавр.
Отличался маленьким ростом, за что получил от современников прозвище Нардула (лат. Nardulus), или «Маленького Нарда», а также Муравья (лат. Formica). Учёный епископ Орлеанский Теодульф в одной из своих поэм писал:
«Нардул туда и сюда торопливым бегает шагом,

Как муравей, без конца мечется взад и вперед…

В маленьком доме его немалый жилец обитает,

В недрах груди небольшой нечто большое живет».

## Сочинения
Между 817 и 822 годами написал на латыни единственную прижизненную биографию Карла Великого «Vita Karoli Magni», ставшую образцом средневековых жизнеописаний королей и императоров. Сохраняя определённую оригинальность, в отношении литературного стиля она является подражанием «Жизни двенадцати цезарей» Светония, в первую очередь биографии Октавиана Августа. 
В соответствии со схемой римского историка, Эйнхард повествует сначала о предках Карла, затем о его военных походах и дипломатии, далее о его строительной деятельности, после о частной жизни и привычках, переходя к личным его качествам, и, наконец, излагает обстоятельства его болезни и смерти. Согласно античным литературным традициям, образ императора выводится статичным, практически не развивающимся, и на первый план в его характеристиках выдвигается его «величие духа» (лат. magnitudo animi) и «великодушие» (лат. magnanimitas). Имея по должности своей доступ к дипломатическим документам, постоянно общаясь с представителями светской и церковной знати, Эйнхард в описании важнейших событий слепо следует официальным источникам, прежде всего «Хронике продолжателей Фредегара» (770) и «Анналам королевства франков» в первой их редакции (793), опуская и замалчивая неблаговидные факты правления Карла. В подчёркнуто светском тоне и рассудочности его труда современные историки видят выражение некой «оппозиционности» по отношению к религиозно-ханжеской обстановке, воцарившейся при дворе сына императора Людовика Благочестивого. 
Изящество литературной формы, безупречность латинского языка и богатство содержания заставляли исследователей сравнивать исторический труд Эйнхарда с сочинениями античных классиков, прежде всего с «Германией» Тацита, несмотря на наличие в нём многих хронологических и фактологических ошибок. Стилистический анализ текста «Жизни Карла» позволил выявить заимствования не только из Светония, но и из Цицерона, Вергилия, Юлия Цезаря, Флора, Юстина и др. Около 840 года ученик Эйнхарда Валафрид Страбон, настоятель монастыря Райхенау, составил к его сочинению предисловие, включив в него панегирик своему учителю, а также разбил его на главы, присвоив им названия. 
Известно не менее 134 рукописей «Жизни Карла Великого», как минимум три из которых датированы IX веком. Впервые она  была напечатана в 1521 году в Кёльне Германом фон Нойенаром Старшим и впоследствии переиздавалась неоднократно. 
В другом труде Эйнхарда «Translatio et Miracula SS. Marcellini et Petri» рассказывается о переносе мощей святых Марцеллина и Петра из Рима в Зелигенштадт в 827 году и освящении их в последнем в августе 830-го. Первая его книга содержит преимущественно невероятные рассказы о разбойниках, а во второй центральное место занимает повествование о связанных со святыми мощами чудесах. В марте-апреле 836 года, в рамках полемики с богословом Лупом Феррьерским, Эйнхард написал теологический трактат «Вопрос о почитании креста» (лат. Quaestio de adoranda cruce). 
Эпистолярное наследие Эйнхарда включает около 70 латинских посланий, представляющих немалый интерес для изучения как личности самого автора, так и его друзей и окружения, которые также содержат сведения об управлении вверенными ему монастырями. К сожалению, изучение их затруднено, так как в большинстве из них не указаны ни даты, ни имена адресатов.   
Эйнхарду безосновательно приписывалось также авторство второй редакции «Анналов королевства Франков» (812), более вероятным представляется его участие в составлении первой части «Фульдских анналов», часто называемых «Анналами Эйнхарда».
Именем его в истории искусств называют две базилики: в Штайнбахе и Зелигенштадте, выдающиеся памятники архитектуры Каролингского возрождения. Открывателем и исследователем этих памятников был немецкий историк Отто Мюллер.

## Легенда об Эйнхарде
Существует сказание о романтической любви дочери Карла Великого Иммы и его придворного учёного Эйнхарда. Легенда объясняет происхождение названия города Зелигенштадт. Якобы Карл Великий изгнал Эйнхарда и свою дочь из Ахенского дворца за то, что они полюбили друг друга. Удалившись в дремучий лес, молодые люди вели там жизнь отшельников. Через несколько лет во время охоты император заблудился в этом лесу и случайно набрёл на их жилище. Карл не узнал ни Эйнхарда, ни дочь, и лишь когда Имма предложила ему любимое его блюдо, он прозрел. Растроганный, император заключил дочь в объятья и воскликнул «Пусть будет благословенным тот город, где я вновь обрёл свою дочь» (нем. «Selig sei die Stadt gennant wo ich meine Tochter wiederfand»). Так, по легенде, возникло название города Зелигенштадт (нем. Selig — «святой, счастливый, блаженный, радостный»).
В действительности среди пяти дочерей Карла не было ни одной по имени Имма, супруга Эйнхарда была сестрой Вормского епископа и имперского аббата Бернхарда (793—823), а предание о любви биографа Карла к его дочери возникло лишь в XII веке. Однако некоторые факты совпадают с изложенными в легенде: Карл Великий всю жизнь держал при себе своих дочерей и не разрешал им выходить замуж, поэтому две из них вступили в тайный брак. При этом судьба одной из них, Берты, похожа на судьбу Иммы: она стала подругой придворного поэта и советника Ангильберта, от связи с которым родила сына, будущего историка Нитхарда.

## Память
У одного из парков Эшвайлера (земля Северный Рейн-Вестфалия) воздвигнут памятник Эйнхарду, впервые упомянувшему этот город в 828 году.  
Построенная по его проекту Базилика Эйнхарда в Штайнбахе близ Михельштадта была в XVI веке перестроена, а в XX-м капитально отреставрирована. 
В Зелигенштадте есть базилика святых Марцеллина и Петра (нем.), в которой можно увидеть изображение Эйнхарда.
В память об Эйнхарде и его трудах в 1999 году учреждена специальная премия, которой каждые два года удостаиваются авторы биографических произведений. Среди лауреатов её:
- Отто Пфланце (Otto Pflanze) (1999)
- Брайан Бойд (Brian Boyd) (2001)
- Иоахим Фест (Joachim Fest) (2003)
- Ирена Хайдельбергер-Леонард (Irene Heidelberger-Leonard) (2005)
- Эберхард Вайс (Eberhard Weis) (2007)
- Марго Фридлендер (Margot Friedländer) (2009)
- Хью Барр Нисбет (Hugh Barr Nisbet) (2011)
- Джон Рёль (John Röhl) (2013)
- Йоахим Радкау (Joachim Radkau) (2015)
- Альбрехт Шене (Albrecht Schöne) (2017)
- Эммануэль Луайе (Emmanuelle Loye) (2019)
- Жак Тарди (Jacques Tardi) (2021)